# روز توماس (لاعبة هوكي الحقل)
روز توماس (بالإنجليزية: Rose Thomas)‏ هي لاعب هوكي الحقل بريطانية، ولدت في 5 مايو 1992 في أبرغافني ‏ في المملكة المتحدة.